# Иван Станойков
Иван Станойков е български революционер, паланечки войвода на Вътрешната македоно-одринска революционна организация.

## Биография
Иван Станойков е роден в паланечкото село Подържи кон, тогава в Османската империя. Присъединява се към ВМОРО и ръководи селския революционен комитет в Подържи кон. През Илинденско-Преображенското въстание е войвода в паланечко. През 1905 година родната му къща е опожарена от дейци на сръбската пропаганда в Македония, а на 15 април 1906 година сърби го раняват в корема от засада и умира няколко дни по-късно.